# Jason Grimes
Jason Grimes, född den 10 september 1959, är en amerikansk före detta friidrottare som tävlade i längdhopp.
Grimes deltog i ett internationellt mästerskap, nämligen VM 1983 i Helsingfors, där han blev silvermedaljör i längdhopp. Hans längsta hopp i tävlingen mätte 8,29 meter. Den enda som slog honom i tävlingen var landsmannen Carl Lewis som hoppade 8,55 meter.
Grimes var även uttagen som reserv inför olympiska sommarspelen 1984 i Los Angeles, men fick inte delta.

## Personligt rekord
- 8,43 meter, 1985 i Indianapolis